# Intel MPX
Intel MPX (англ. Memory Protection Extensions — расширения защиты памяти) — расширение набора инструкций для архитектуры x86/x86-64, предложенное в 2013 году. С поддержкой со стороны компилятора, библиотек среды выполнения и операционной системы, расширение Intel MPX увеличивает безопасность программ по отношению к доступу к памяти, добавляя проверки доступа по указателям, в частности, для предотвращения атак, использующих переполнение буфера.
Поддержка расширения была удалена из многих программных продуктов в конце 2018 — начале 2019 года.

## Расширения
MPX вводит новые регистры границ и несколько инструкций, которые обрабатывают эти регистры. Дополнительно вводится понятие «таблиц границ», которые хранят описания диапазонов памяти, в случае нехватки регистров границ.
MPX определяет четыре новых 128-разрядных регистра границ, BND0..BND3, каждый из которых хранит пару 64-битных нижних границ (LB) и верхних границ (UB) значений какого-то объекта в памяти, например буфера или массива. Верхняя граница хранится в формате дополнения до единицы, преобразование происходит при загрузке значения инструкциями BNDMK и BNDCU. В архитектуру добавлен пользовательский регистр конфигурации BNDCFGU, привилегированный регистр конфигурации IA32_BNDCFGS (в состав MSR-регистров), и регистр состояния BNDSTATUS, который предоставляет информацию об ошибочном адресе в памяти и код ошибки в случае исключения.
Приложение может использовать каталог границ — Bounds Directory (BD) из нескольких таблиц границ — Bounds Tables (BT), которые содержат линейные адреса указателя на буфер, вместе с границами буфера. Таблицы организованы как двухуровневое radix-дерево от линейного адреса указателя. Два инструкции загрузки и сохранения — BNDLDX и BNDSTX — синхронизируют значения регистров BNDx с границами, указанными в каталоге. Две инструкции, вставляемые компилятором, BNDCL и BNDCU, производят проверку указателя на нахождение в пределах указанных границ (нижней и верхней соответственно) и приводят к генерации исключения при выходе за границы.
Применение MPX требует дополнительной памяти для описания границ. В наихудшем случае для 4 килобайтов различных указателей (1024 или 512) потребуется 16 килобайт таблиц границ (каждая граница хранит 4 величины размером с указатель). Загрузка границ из таблиц или в таблицы является обращением в память и может несколько замедлять работу некоторых программ.

## Поддержка
Расширения Intel МРХ были введены в микроархитектуре Skylake.
Микроархитектуры Intel Goldmont (Atom) также поддерживают Intel MPX.
Поддержка в ядре Linux появилась в версии 3.19 (8 февраля 2015), дополнена с версии 4.1. В 2018 году было предложено удалить поддержку Intel MPX из предстоящего релиза ядра Linux 4.20, однако соответствующие изменения были приняты только к версии 5.6. Поддержка MPX была удалена в вышедшей в марте 2020 года версии ядра Linux 5.6.
Поддерживались в компиляторе GCC в версиях с 5.2 до 9.0 (май 2019). Реализованы в Intel Compiler 15.0, а также Microsoft Visual Studio 2015 Update 1.

## Анализ Intel MPX
В 2017 был опубликован независимый обзор расширения и сравнение технологии с тремя современными программными системами обеспечения безопасности памяти (AddressSanitizer, SAFECode, SoftBound).
- Несмотря на аппаратные блоки, используемые в Intel MPX, он не приводит к более быстрому исполнению программ по сравнению с программными методами защиты. Новые инструкции MPX в худшем приводят к четырехкратному замедлению, а при использовании оптимизаций в среднем замедление составляет около 50 %.
- В отличие от других методов, MPX не защищает от нарушений безопасной работы с памятью во времени.
- Intel MPX не содержит явных способов поддержки многопоточности, что может приводить к состоянию гонки в устаревших многопоточных приложениях если компиляторы не используют явную синхронизацию границ.
- Intel MPX не поддерживает несколько часто применяемых идиом языков C/C++ из-за ограничений на расположение участков памяти.
- Intel MPX не в полной степени совмести с отдельными расширениями, в частности возможны проблемы производительности и безопасности при смешивании с Intel TSX и Intel SGX.
- При выполнении операций MPX на старых поколениях процессоров (например, Haswell) происходит замедление примерно на 15 %.

Обзор пришел к неготовности MPX к использованию в промышленном применении и указал, что AddressSanitizer является более качественным вариантом. Такое же мнение высказал разработчик AddressSanitizer, сотрудник транснациональной корпорации Google, Константин Серебряный.
Изучение MPX в свете уязвимостей Meltdown и Spectre показало, что Meltdown-атаки не останавливаются при помощи Intel MPX и что возможно проведение утечки данных (фильтрации данных) через побочный канал по методике Flush+Reload при обращениях вне границ массива, защищенного MPX.